# まちづくり鶴岡
株式会社まちづくり鶴岡（まちづくりつるおか）は、かつて山形県鶴岡市にあった企業。
2007年（平成19年）7月10日に設立され、映画館の鶴岡まちなかキネマの運営などを手掛けていたが、鶴岡まちなかキネマは2020年（令和2年）5月22日をもって閉館し、2021年（令和3年）以後にはまちづくり鶴岡の特別清算手続が行われた。

## 歴史

### 設立と映画館の開館

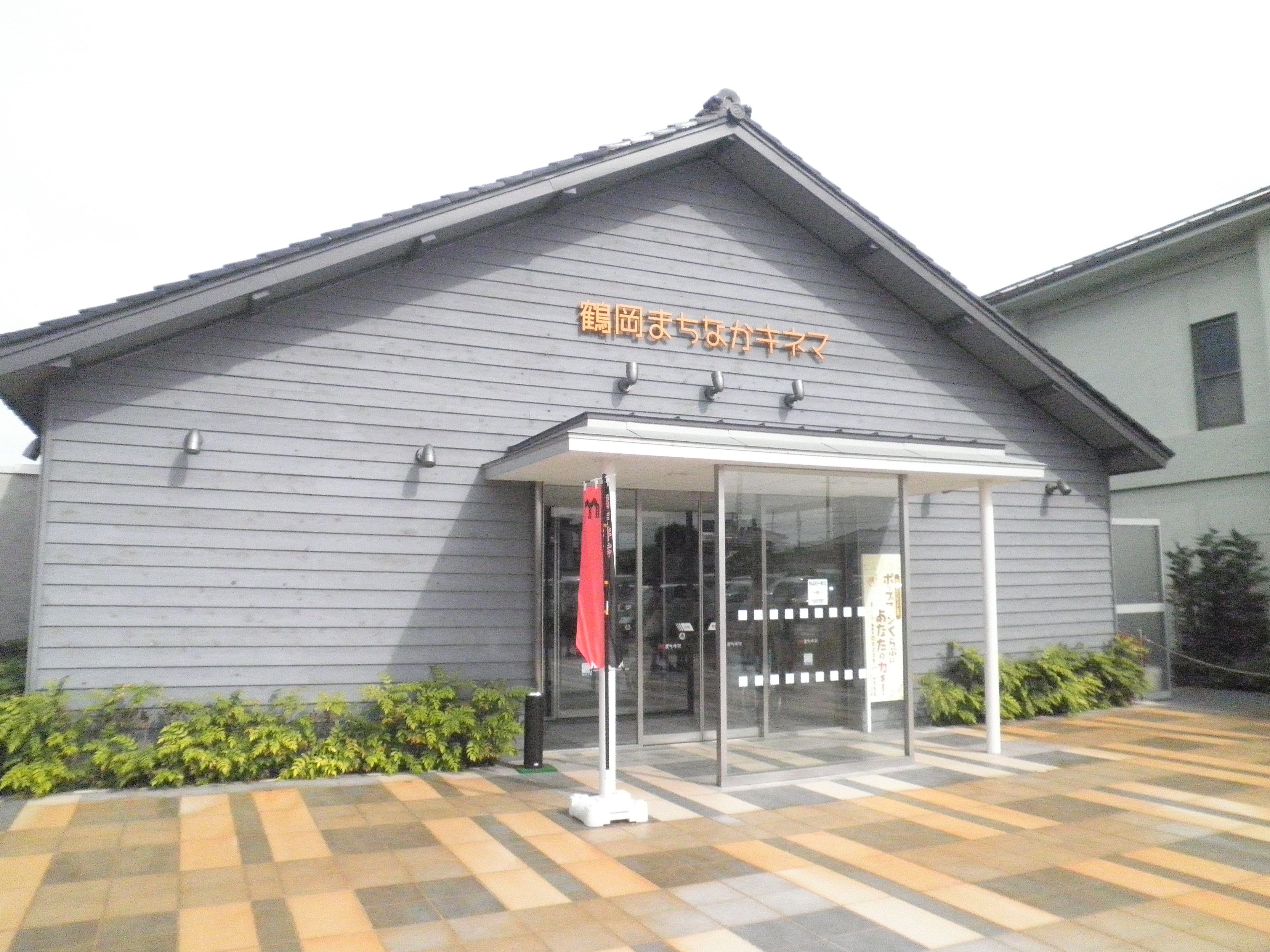
鶴岡まちなかキネマ

山形県鶴岡市では中心市街地が衰退し、活性化を図ることが喫緊の課題だった。2007年（平成19年）7月、賑わいのある住みよい中心市街地づくりを目的に株式会社まちづくり鶴岡が設立された。地元金融機関である荘内銀行が主導し、鶴岡信用金庫が協力した上で、鶴岡商工会議所に加盟する32社の出資を得ている。
事業の第一弾として、2008年（平成20年）4月には銀座商店街の一角に、市内企業の共同参画方式で託児施設「つぼみ保育園」を開園。さらに2010年（平成22年）5月には、山王町に映画館の鶴岡まちなかキネマを開館させた。

### 映画館の閉館と清算
しかし、鶴岡まちなかキネマは来館者の低迷や設備更新が迫る中、コロナ禍による休業要請も重なり、2020年（令和2年）5月22日を以って閉館した。閉館後もまちづくり鶴岡は、鶴岡まちなかキネマ敷地内の他の建物を活用した賃貸業、ウェブ作成事業を当面継続するとした。
2021年（令和3年）8月24日、山形地裁鶴岡支部より同社を清算株式会社として特別清算手続きの開始を命じられた。